# Psychoza w przebiegu choroby Parkinsona
Psychoza w przebiegu choroby Parkinsona (ang. Parkinson’s disease psychosis, PDP) – współwystępowanie objawów psychotycznych u osób z rozpoznaniem choroby Parkinsona. Wiąże się z istotnym pogorszeniem jakości życia pacjentów z chorobą Parkinsona i zwiększeniem kosztów opieki. Objawy psychotyczne trudno poddają się leczeniu.

## Epidemiologia
PDP dotyczy ponad 20% pacjentów z chorobą Parkinsona; ocenia się, że 50–70% pacjentów w którymś momencie trwania choroby doświadcza objawów psychotycznych.

## Etiologia
Najczęściej objawy psychotyczne są działaniem niepożądanym agonistów dopaminy, stosowanych w leczeniu choroby Parkinsona. Psychoza może jednak wystąpić również bez udziału leków jako część procesu chorobowego. Zgodnie z hipotezą dopaminową psychoz, w rozwoju objawów odgrywa rolę zwiększona wrażliwość obszarów mezolimbicznego i mezokortykalnego. Przypuszcza się, że w PDP może odgrywać rolę również układ serotoninergiczny i cholinergiczny, na drodze nierównowagi dopamina/serotonina lub niedoboru acetylocholiny.

## Objawy i przebieg
Najczęstszymi objawami są omamy wzrokowe, rzadziej omamy słuchowe, iluzje, urojenia prześladowcze. Świadomość jest zachowana, zazwyczaj objawom towarzyszy krytycyzm. Przebieg jest zazwyczaj postępujący.

## Rozpoznanie
Zaproponowano kryteria rozpoznania PDP:
A. Charakterystyczne objawy psychotyczne (przynajmniej jeden z poniższych)
- Iluzje
- Zaburzenia identyfikacji
- Omamy
- Urojenia

B. Charakterystyczne objawy choroby Parkinsona (UK Brain Bank Criteria)
C. Początek objawów z kryterium A po wystąpieniu choroby Parkinsona
D. Czas trwania objawu/objawów kryterium A: nawracający lub ciągły od co najmniej miesiąca
E. Wykluczenie innych przyczyn objawów z kryterium A: otępienia z ciałami Lewy’ego, zaburzeń psychotycznych takich jak schizofrenia, zaburzenie schizoafektywne, zaburzenia urojeniowe, zaburzenia nastroju z objawami psychotycznymi lub zaburzeń psychicznych w przebiegu chorób somatycznych, w tym majaczenia
F. Towarzyszące wyróżniki:
- zachowany/niezachowany wgląd
- towarzyszące otępienie/bez otępienia
- w trakcie leczenia przeciwparkinsonowskiego/bez leczenia.

## Leczenie
Podstawowym postępowaniem jest optymalizacja dawek agonistów dopaminy i leków antycholinergicznych. Obecnie za lek przeciwpsychotyczny z wyboru w PDP uznawana jest klozapina, podawana w dawkach 6,25–25 mg/dobę. Klozapina jest jedynym lekiem zarejestrowanym w Wielkiej Brytanii do leczenia PDP. Inne neuroleptyki mogą nasilać objawy zespołu pozapiramidowego i nie są zalecane. Oporna na leczenie psychoza może być wskazaniem do elektrowstrząsów.
W 2016 roku FDA wydała zgodę na rejestrację pimawanseryny, odwrotnego agonisty receptora 5HT2A, we wskazaniu psychozy w przebiegu choroby Parkinsona.